# Arianne Hartono
Arianne Hartono (21 de abril de 1996) es una jugadora profesional de tenis neerlandesa.
Hartono tiene un ranking de individuales WTA más alto de su carrera, No. 135, logrado el 8 de abril de 2024. También tiene un ranking WTA más alto de su carrera, No. 123 en dobles, logrado el 11 de julio de 2022.
Hartono hizo su debut en el cuadro principal de Grand Slamen individual en el Abierto de Australia 2022, luego de pasar la clasificación.
Es de ascendencia Indonesia

## Títulos WTA 125s (0; 0+0)

#### Finalista (1)
| N.º | Fecha                 | Torneos | Superficie | Pareja             | Oponentes                           | Resultado |
| --- | --------------------- | ------- | ---------- | ------------------ | ----------------------------------- | --------- |
| 1.  | 11 de febrero de 2024 | Mumbai  | Dura       | Prarthana Thombare | Dalila Jakupović Sabrina Santamaria | 4-6, 3-6  |